# Serviços financeiros

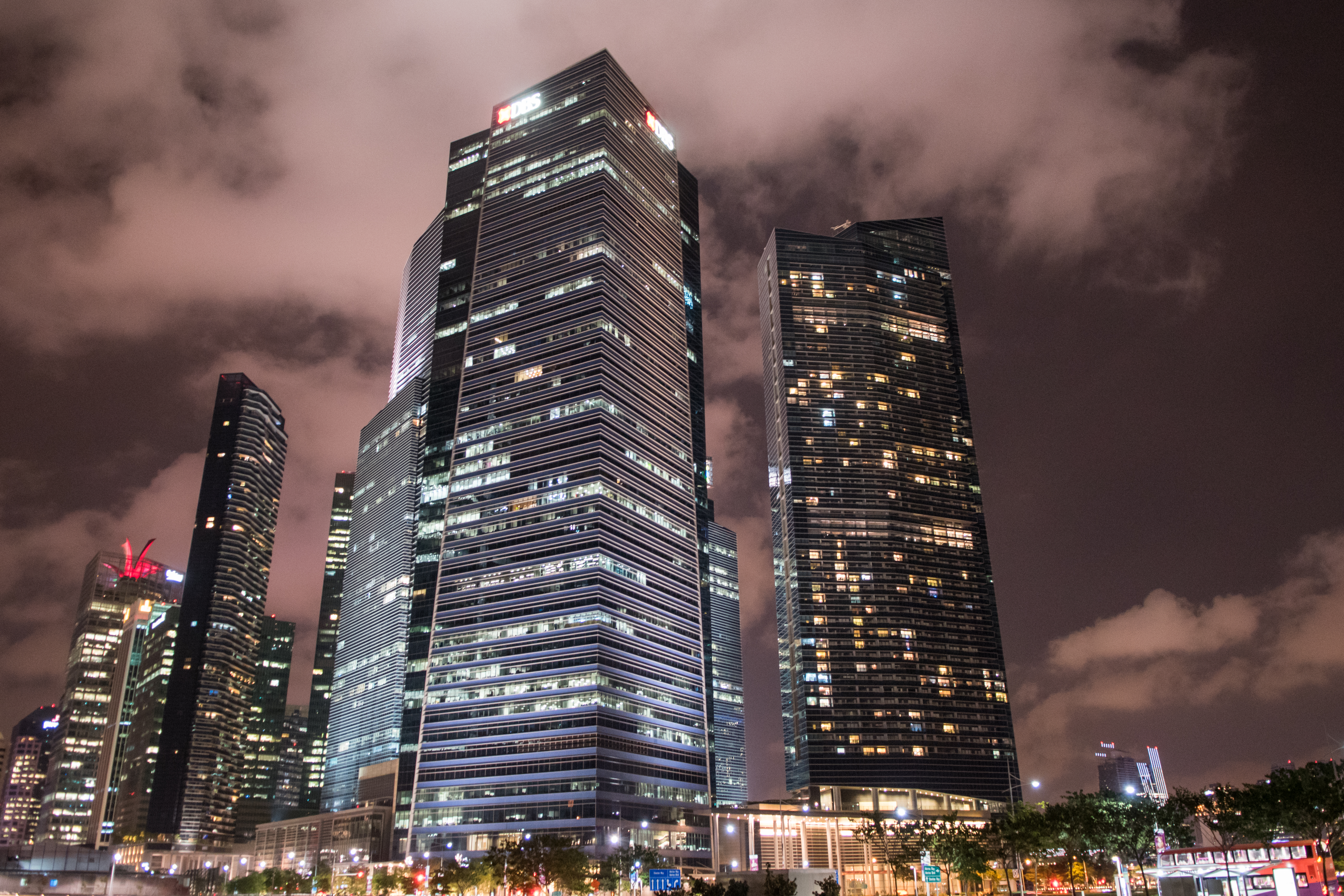
O centro financeiro de Singapura.

Serviços financeiros é a prestação de serviços relacionados a produtos financeiros por empresas e instituições autorizadas a fazê-lo.
Exemplos de prestadores de serviços financeiros são:
- bancos
- seguradoras
- fundos de pensão
- emissores de cartão de crédito
- gerentes de ativos
- intermediários, como agentes de seguros e consultores financeiros
- corretores
- operadores de câmbio e casas de câmbio

O termo 'serviços financeiros' tem sido usado principalmente desde os anos 90, quando bancos e companhias de seguros se fundiram. Exemplos são o ING Group, Citigroup e JPMorgan Chase. Os serviços financeiros são um dos maiores setores em termos de rotatividade, lucro e capitalização de mercado; em 2004, 20% da S&P continha 500 prestadores de serviços financeiros.